# Brady (Nebraska)
Pour les articles homonymes, voir Brady.
Brady est un village du comté de Lincoln, dans l'État du Nebraska, aux États-Unis. En 2020, il comptait une population de 383 habitants.